# Gazprom Space Systems
Gazprom Space Systems (en russe : ОАО «Газпром космические системы»), anciennement connu sous le nom de Gazcom (en russe : «Газком»), est un opérateur et développeur de satellites de communication russe.

## Aperçu
Gascom exploite actuellement les satellites de télécommunication Yamal, initialement conçus et construits conjointement avec la société spatiale Energia. Les satellites sont utilisés pour transmettre plus de 60 chaînes de télévision russes et étrangères, et sont également utilisés par les ministères de la Défense, de l'Énergie nucléaire et de l'Éducation. La compagnie gazière Gazprom représente 17% de l'utilisation des services de Gascom. Les structures gouvernementales utilisent 10%, les prestataires de services aux entreprises 51% et les sociétés de télévision commerciales 22 %.
Gascom a connu des taux de croissance élevés au début du XXIe siècle, avec des revenus annuels passant de 5,5 millions de dollars en 2000 à 32,6 millions de livres sterling en 2005 et à 83,7 millions de dollars en 2008.

## Histoire
La société a été fondée en 1992 par plusieurs entreprises du groupe Gazprom (Yamburggazdobicha, Tumenburgaz, Urengoygazprom, Nadimgazprom, Tumentransgaz), ainsi que RKK Energuia et Gazprombank.